# Venus and Adonis (opera)
Venus and Adonis är en opera i en prolog och tre akter med musik av John Blow. Librettot skrevs förmodligen av den kvinnliga författarinnan Aphra Behn efter Shakespeares dikt Venus och Adonis (1593) byggd på historien om Venus och Adonis  från Ovidius epos Metamorfoser. Operan har en speltid på ca 1 timme och anses som den första genomkomponerade (utan talad dialog) engelska operan.

## Historia
Verkets undertitel är A Masque for the Entertainment of the King. Maskspel var en föregångare till operan och var vanligt förekommande vid det kungliga hovet under 1500- och 1600-talen. Kungen i fråga var Karl II men när operan hade premiär är okänt. Man vet att Venus sjöngs av aktrisen Mary "Moll" Davies, en gång kungens älskarinna, och Cupid av Lady Mary Tudor, deras gemensamma barn. Den andra föreställningen är mer dokumenterad då den framfördes den 17 april 1684 vid Josias Priest's boarding school i Londonstadsdelen  Chelsea.

## Personer
- Cupid (Cupido) (sopran)
- Venus (sopran)
- Adonis (baryton)
- Herden (kontraalt eller countertenor)
- Herdinnan (sopran)
- Jägare (kontraalt eller countertenor)
- Amoriner, herdar, herdinnor, jägare (kör)

## Handling

### Prolog
Cupid anklagar herdarna och herdinnorna för otrohet och inbjuder dem att njuta av äkta pastoral glädje. Han sjunger en aria om äkta kärlek.

### Akt I
Venus och Adonis sitter omslingrande på en divan. Ett jaktsällskap hörs utanför scenen. Venus försöker övertala en motvillig Adonis att delta i jakten. Jägarna anländer och Adonis följer med dem.

### Akt II
Venus och Cupid står omsvärmade av amoriner. Cupid frågar sin mor Venus hur människorna ska kunna känna kärlek. Hon svarar att det kommer naturligt till den som vill. Cupid lär ut samma sak till de små amorinerna, som hellre vill leka kurragömma tills Cupid skrämmer bort dem. Venus ber Cupid att hämta gracerna. De utför en serie av danser.

### Akt III
Venus står orörlig och förkrossad över att Adonis inte har kommit tillbaka. Adonis förs in men dödligt sårad av ett vildsvin. Venus ber gudarna att rädda honom men han dör. Amorinerna sjunger en sorgesång om kärleksdrottningen och hennes tappre jägare.